# Garden Party
Garden Party, studioalbum av den amerikanske rockartisten Rick Nelson tillsammans med gruppen The Stone Canyon Band, utgivet 1972 på skivbolaget Decca Records. Albumet är producerat av Rick Nelson.
Singeln "Garden Party" blev Rick Nelsons sista topp-40 hit i USA. John Fogerty spelade in en cover 2009 på låten för sitt album The Blue Ridge Rangers Rides Again.

Albumet nådde Billboard-listans 32:a plats.

## Låtlista
Singelplacering i Billboard inom parentes.
1. "Let It Bring You Along" (Stephen A. Love) – 4:12
2. "Garden Party" (Rick Nelson) – 3:45 (#6)
3. "So Long Mama" (Rick Nelson) – 3:25
4. "I Wanna Be With You" (Randy Meisner/Allen Kemp) – 2:15
5. "Are You Really Real?" (Rick Nelson) – 3:25
6. "I'm Talking About You"  (Chuck Berry) – 3:55
7. "Night Time Lady" (Rick Nelson) – 3:50
8. "Flower Opens Gently By" (Rick Nelson) – 3:08
9. "Don't Let Your Goodbye Stand" (Richard Stekol) – 3:17
10. "Palace Guard" (Rick Nelson) – 5:10 (#65)